# Рябоконівська сільська рада (Краснокутський район)
Рябоко́нівська сільська́ ра́да — адміністративно-територіальна одиниця та орган місцевого самоврядування у Краснокутському районі Харківської області. Адміністративний центр — село Рябоконеве.

## Загальні відомості
- Рябоконівська сільська рада утворена в 1943 році.
- Територія ради: 99,304 км²
- Населення ради: 1 159 осіб (станом на 2001 рік)

## Населені пункти
Сільській раді підпорядковані населені пункти:
- с. Рябоконеве
- с. Березівка
- с. Гринів Яр
- с. Зубівка
- с. Ковалівка
- с. Комарівка
- с. Хутірське
- с. Слобідка

## Склад ради
Рада складається з 12 депутатів та голови.
- Голова ради: Кухлій Анатолій Олексійович
- Секретар ради: Гришко Лідія Іванівна

### Керівний склад попередніх скликань
| Прізвище, ім'я, по батькові | Основні відомості                                                         | Дата обрання | Дата звільнення |
| --------------------------- | ------------------------------------------------------------------------- | ------------ | --------------- |
| Кухлій Анатолій Олексійович | Сільський голова, 1963 року народження, освіта вища, член Народної партії | 26.03.2006   | 31.10.2010      |
| Кухлій Анатолій Олексійович | Сільський голова, 1963 року народження, освіта вища, член Партії регіонів | 31.10.2010   |                 |

Примітка: таблиця складена за даними сайту Верховної Ради України

### Депутати
За результатами місцевих виборів 2010 року депутатами ради стали:

#### За суб'єктами висування
| Суб'єкт висування                                       | Кількість обраних депутатів | %    |
| ------------------------------------------------------- | --------------------------- | ---- |
| Самовисування                                           | 8                           | 66,7 |
| Партія регіонів                                         | 2                           | 16,7 |
| Політична партія Всеукраїнське об'єднання «Батьківщина» | 1                           | 8,3  |
| Політична партія «Наша Україна»                         | 1                           | 8,3  |

#### За округами
| № округу                                                | Прізвище, ім'я, по батькові    | Дата визнання обраним | Освіта             | Партійна приналежність                        | Відомості про обраного депутата                          |
| ------------------------------------------------------- | ------------------------------ | --------------------- | ------------------ | --------------------------------------------- | -------------------------------------------------------- |
| Партія регіонів                                         |                                |                       |                    |                                               |                                                          |
| 8                                                       | Пурей Микола Васильович        | 05.11.2010            | середня            | член Партії регіонів                          | ТОВ «Ра-2», водій                                        |
| 12                                                      | Берзіня Оксана Олександрівна   | 05.11.2010            | вища               | член Партії регіонів                          | Слобідська загальноосвітня школа, вчитель                |
| Політична партія Всеукраїнське об'єднання «Батьківщина» |                                |                       |                    |                                               |                                                          |
| 10                                                      | Панасенко Микола Іванович      | 05.11.2010            | середня            | член Всеукраїнського об'єднання «Батьківщина» | тимчасово не працює                                      |
| Політична партія «Наша Україна»                         |                                |                       |                    |                                               |                                                          |
| 9                                                       | Маслій Людмила Василівна       | 05.11.2010            | середня            | позапартійна                                  | ТОВ "СГП «Слобода», обліковець                           |
| Самовисування                                           |                                |                       |                    |                                               |                                                          |
| 1                                                       | Гришко Лідія Іванівна          | 05.11.2010            | вища               | позапартійна                                  | Рябоконівська сільська рада, секретар                    |
| 2                                                       | Рашевський Павло Олександрович | 05.11.2010            | вища               | позапартійний                                 | тимчасово не працює                                      |
| 3                                                       | Іванова Ольга Павлівна         | 05.11.2010            | середня спеціальна | позапартійна                                  | Рябоконіівська сільська бібліотека, бібліотекар          |
| 4                                                       | Нішніанідзе Ганна Миколаївна   | 05.11.2010            | вища               | позапартійна                                  | ТОВ «Козіївське», бухгалтер                              |
| 5                                                       | Григоренко Михайло Миколайович | 05.11.2010            | вища               | позапартійний                                 | пенсіонер                                                |
| 6                                                       | Божко Наталія Олександрівна    | 05.11.2010            | середня спеціальна | позапартійна                                  | Ковалівський фельдшерсько-акушерський пункт, завідувачка |
| 7                                                       | Кухлій Людмила Іванівна        | 05.11.2010            | середня спеціальна | позапартійна                                  | Краснокутська ЦРЛ, фельдшер                              |
| 11                                                      | Рубан Наталія Дмитрівна        | 05.11.2010            | середня спеціальна | позапартійна                                  | Рябоконівська сільська рада, касир                       |